# ميريام بترورث
ميريام بترورث (بالإنجليزية: Miriam Butterworth)‏ (إبريل 14، 1918 – يوليو 9، 2019) كانت مُدرسة، ناشطة، وسياسية.
حاربت بترورث من أجل إعادة تقسيم المناطق الانتخابية لجعل التمثيل متساويًا في جمعية كونيتيكت العامة. وكانت منخرطة في حركة السلام العالمية، وتسافر حول العالم لتعمل من أجل السلام ولإنهاء حرب فيتنام، وعملت لاحقًا كمراقبة للتصويت في نيكاراغوا. عملت بترورث كرئيس لهيئة مراقبة المرافق العامة بعد التدريس في مدارس مستقلة. وعملت بمنصب رئيس كلية هارتفورد للنساء، في مجلس مدينة ويست هالفورد، ولاحقًا كمؤرخة للمدينة.

## حياتها المبكرة
وُلدت ميريام فورد «ميمز» بروكس في 14 إبريل، 1918، في هالفورد، كونيتيكت لوالديها جينيفيف وجون لي بروكس. كان والدها موظفًا في بقالة وكان يعمل أيضًا لصالح الحكومة في صيانة الطرق. وعمل بصفة واعظ ميثودي. وكانت والدتها تعزف الأرغن في الكنيسة، وتعمل كطباخة. تربت في فترة الكساد الكبير، وكان لعائلتها موارد محدودة. ترعرعت بروكس في ويندوسر، كونيتيكت واستطاعت ارتياد مدرسة تشافي فقط بسبب كون الدروس مجانية للمقيمين. والتقت بأوليفر بترورث خلال دراستها في تشافي، والذي كان صديق بعض زملائها في الصف. ثم ذهبت بعد التخرج لتدرس كطالبة بمنحة في كلية كونيتيكت للنساء وأصبحت ناشطة في الاحتجاجات الطلابية. سافرت عام 1938 إلى ألمانيا في رحلة طلابية صيفية. وقد أشعلت هذه الزيارة في عشية الحرب العالمية الثانية شرارة اهتمامها بسياسات العالم. وتخرجت بعد عودتها إلى كونيتيكت بشهادة البكالوريوس في التاريخ مع درجة ثانوية في اللغة الألمانية. وتزوجت بروكس بأوليفر في يونيو 1940 بعد تخرجها وانتقل الزوجان إلى كينت. وأكملت تعليمها وحصلت على درجة الماجستير من جامعة ويسليان.

## السيرة المهنية
بدأت بترورث مهنة التدريس في مدرسة إيثيل والكر ثم درست التاريخ لاحقًا في مدرستها الأم، لوميس تشافي. ولدت ثلاثة من أطفال الزوجين الأربعة في الفترة التي عاشوا فيها بمدينة كينت، قبل انتقالهم إلى سنسيت فارم في ويست هارتفورد، والتي كان يديرها أوليفر ووالده. أصبحت بترورث ناشطة في رابطة النساء الناخبات وأصبحت واعية بعدم التوازن في توزيع التمثيل في جمعية كونيتيكت العامة. تُقر أحكام دستور كونيتيكت لعام 1818 أن لكل مدينة ممثلين اثنين، والتي لم تأخذ بعين الاعتبار التغيرات السكانية. عندما وصلت قضية تينيسي بيكر ضد كار (1962) للمحكمة العليا وحددت بأن توزيع المناطق الانتخابية كان من ضمن السلطة الفيدرالية، انضم كل من أوليفر وبترورث إلى دعوة جماعية مع ثمانية آخرين لإعادة توزيع المناطق الانتخابية لكونيتيكت. كانت المبادرة برعاية وتمويل رابطة النساء الناخبات وكانت بترورث «الأنثى المُدعية الوحيدة في القضية». استُمع للقضية من قبل لجنة من ثلاثة قضاة في محكمة الولايات المتحدة لمقاطعة كونيتيكت في نيو هيفن. فازت بترورث وآخرون بالقضية بقرار 2-1. وبالرغم من استئناف الولاية للقرار إلى المحكمة العليا، فقد أُيد قرار المحكمة المحلية وأُعيد توزيع المناطق الانتخابية اعتمادًا على حجم السكان.
أصبحت بترورث عام 1968 رئيس حملة الانتخابات الرئاسية ليوجين مكارثي لكونيتيكت بعد انخراطها في الحزب الديمقراطي منذ أن تمكنت من التصويت لأول مرة لفرانكلن روزفلت، وعملت هناك في تلك السنة كمبعوثة للمؤتمر الوطني الديمقراطي. شاركت في مسيرات سلام معارضة لحرب فيتنام وسافرت بترورث كعضو في لجنة أمريكا لخدمات الأصدقاء عام 1971 إلى باريس مع 169 عضوًا آخر لمناقشة شروط تحقيق السلام وإنهاء الحرب. أرادت بترورث نهاية آنية للحرب بصفتها ملتزمة برفضها للعنف، ولكنها شعرت بعد المؤتمر بأن الصراع قد يطول ما لم تبادر حكومة الولايات المتحدة بخطة للسلام، مع انسحاب مُجدول. احتجَّت بترورث لعقود كل يوم سبت، في مركز ويست هارتفورد ضد الحرب، من ضمنها تلك التي في نيكاراغوا، إيران والعراق، وكذلك معارضتها للأسلحة النووية. وعملت أيضًا في المجلس الوطني للجنة السياسية النووية السليمة، المعروفة بالاختصار إس أي إن إي.
عَينت الحاكمة إيلا تامبوسي غراسو بترورث عام 1975 لتعمل على هيئة مراقبة المرافق العامة ومنحتها منصب الرئيس عام 1978، كأول امرأة تشغل هذا المنصب القيادي. طُردت بترورث من المنصب من قبل غراسو في مايو 1979، بالرغم من قيادتها للهيئة الحكومية هذه ومن ثم قبلت منصب رئيس كلية هارتفورد للنساء. كان المنصب مؤقتًا، بسبب استقالة الرئيس السابق الذي كان من المقرر استبداله في سبتمبر عام 1980. ورشحت لمقعد في مجلس مدينة ويست هارتفورد عام 1981 وفازت بمقدار 11222 صوتًا، أكثر من أي مشرح ديمقراطي آخر. سافرت بترورث إلى نيكاراغوا عام 1984 كمراقبة دولية لأول انتخابات ديمقراطية تُجرى في البلد منذ عشر سنوات.
كانت ناقدة لسياسات الولايات المتحدة في أمريكا الوسطى لخوفها من تصاعد التوترات إلى «فيتنام ثانية». وقررت بترورث في انتخابات عام 1985 عدم الترشح لإعادة الانتخاب في مجلس المدينة.
كانت بترورث تعمل كمؤرخة للمدينة بحلول تسعينيات القرن التاسع عشر وعملت على لجنة التخطيط لفعاليات الذكرى السنوية لويست هارتفورد. وحضرت المؤتمر العالمي للنساء عام 1995 الذي استضافته بكين. كتبت كتابًا في عام 1997 لتعطي تاريخًا أكثر اتزانًا لويست هارتفورد، أجرت سالي ويبل أبحاثه، لربط تاريخ مساهمات الأفارقة الأمريكان للمجتمع. نُشر كتابها وكتاب إيلسورث غرانت عن تاريخ المدينة في النهاية في عام 2001 بعنوان «احتفلوا! ويست هارتفورد: تاريخ مصور»، عندما انضم ريتشارد «ديك» وودورث إليهم للمساعدة في إيصال المشروع المقرر للصحافة. وكتبت في عام 2008 بمذكراتها التي لم تنوي نشرها، ولكن نُشر كتابها في 2010 بعنوان فقط قُل نعم. وأصبح تهدئة قبل العاصفة لعام 2018 المأخوذ من يومياتها خلال رحلتها عام 1938 إلى هايدلبرغ كتابها الرابع.

## وفاتها وتركتها
توفيت بترورث بسبب مرض في القلب في 9 يوليو، 2019، في بلومفيلد، كونيتيكت، حيث كانت في دار رعاية للمسنين. تم التبرع بأوراقها لمركز بحوث توماس جاي. دود في مكتبة جامعة كونيتيكت. وسُمي معرضٌ في كلية هارتفورد للنساء بسام معرض فنون ميريام بي. بترورث تكريمًا لها.